# Sicilianeren
Sicilianeren (engelsk originaltitel The Sicilian) er en roman af den amerikanske forfatter Mario Puzo. Den blev udgivet i 1984 via Random House Publishing Group (ISBN 0-671-43564-7) og er baseret på den sicilianske kriminelle Salvatore Giulianos liv. Den foregår i samme univers som Puzos mest berømte værk The Godfather (1969), og indeholder flere karakterer fra The Godfather. Den betragtes som The Godfather's litterære efterfølger, og som den anden bog i The Godfather-serien. Den blev filmatiseret i 1987 med Michael Cimino som instruktør og Christopher Lambert som Salvatore Guiliano. Godfather-referencer fra bogen blev dog fjernet i filmen af copyright-årsager, så Peter Clemenza og Michael Corleone medvirkede ikke.
I romanen ændrede Puzo med vilje Salvatore Giulianos navn til at blive stavet som "Guiliano". Romanen er baseret på Giulianos virkelige liv, men er fiktion.